# Panteras de Miranda
I Panteras de Miranda sono una società cestistica avente sede a Caracas, in Venezuela. Fondata nel 1974 come Panteras de Táchira, nel 1981 cambiò nome in Panteras de Lara, prima di assumere la denominazione attuale nel 1986. Gioca nel campionato venezuelano.
Disputa le partite interne nel Gimnasio José Joaquín Carrillo, che ha una capacità di 3.500 spettatori.

## Palmarès
- Campionati venezuelani: 3

1974, 1983, 1995